# Horace F. Bartine

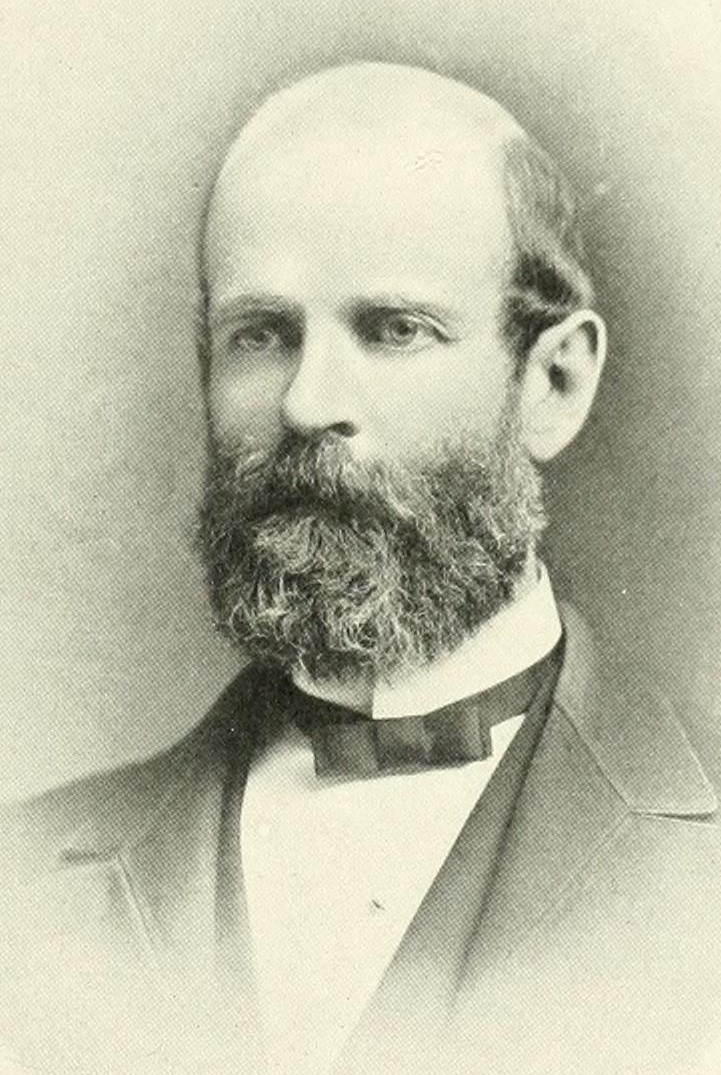
Horace F. Bartine

Horace Franklin Bartine (* 21. März 1848 in New York City; † 27. August 1918 in Winnemucca, Nevada) war ein US-amerikanischer Politiker. Zwischen 1889 und 1893 vertrat er den Bundesstaat Nevada im US-Repräsentantenhaus.

## Frühe Jahre
Im Jahr 1858 zog Horace Bartine mit seinen Eltern nach New Jersey. Dort besuchte er die öffentlichen Schulen. Seit Juli 1863 nahm er als Soldat der Unionsarmee am Bürgerkrieg teil. Während der Schlacht in der Wilderness wurde er schwer verwundet. Später war er bei der Kapitulation der Konföderierten Staaten anwesend. Nach dem Krieg kehrte er nach New Jersey zurück, wo er in der Landwirtschaft tätig wurde.

## Politische Laufbahn
Im Jahr 1869 zog Bartine nach Carson City in Nevada. Von 1869 bis 1876 befasste er sich mit der Herstellung von Kupfersulfat. Nach einem Jurastudium wurde er 1880 als Rechtsanwalt zugelassen. Daraufhin begann er in Nevada seinen neuen Beruf auszuüben. Von 1880 bis 1882 war Horace Bartine Bezirksstaatsanwalt in dem bis 1969 bestehenden Ormsby County. Bei den Kongresswahlen des Jahres 1888 wurde er als Kandidat der Republikanischen Partei in das US-Repräsentantenhaus gewählt. Dort löste er am 4. März 1889 William Woodburn ab. Nach einer Wiederwahl im Jahr 1890 konnte Bartine sein Mandat im Kongress bis zum 3. März 1893 ausüben. Eine weitere Kandidatur lehnte er 1892 ab.

## Weiterer Lebenslauf
Nach dem Ende seiner Zeit im Kongress gab Bartine die Fachzeitung „National Bimetallist“ in Chicago und Washington, D.C. heraus. Im Jahr 1902 kehrte er nach Carson City zurück. Im Jahr 1904 wurde er Steuerrevisor (State Tax Examiner) für die Regierung von Nevada. Von 1907 bis zu seinem Tod war Horace Bartine Mitglied und später Vorsitzender des Eisenbahnausschusses von Nevada.